# キミヤ・サレー

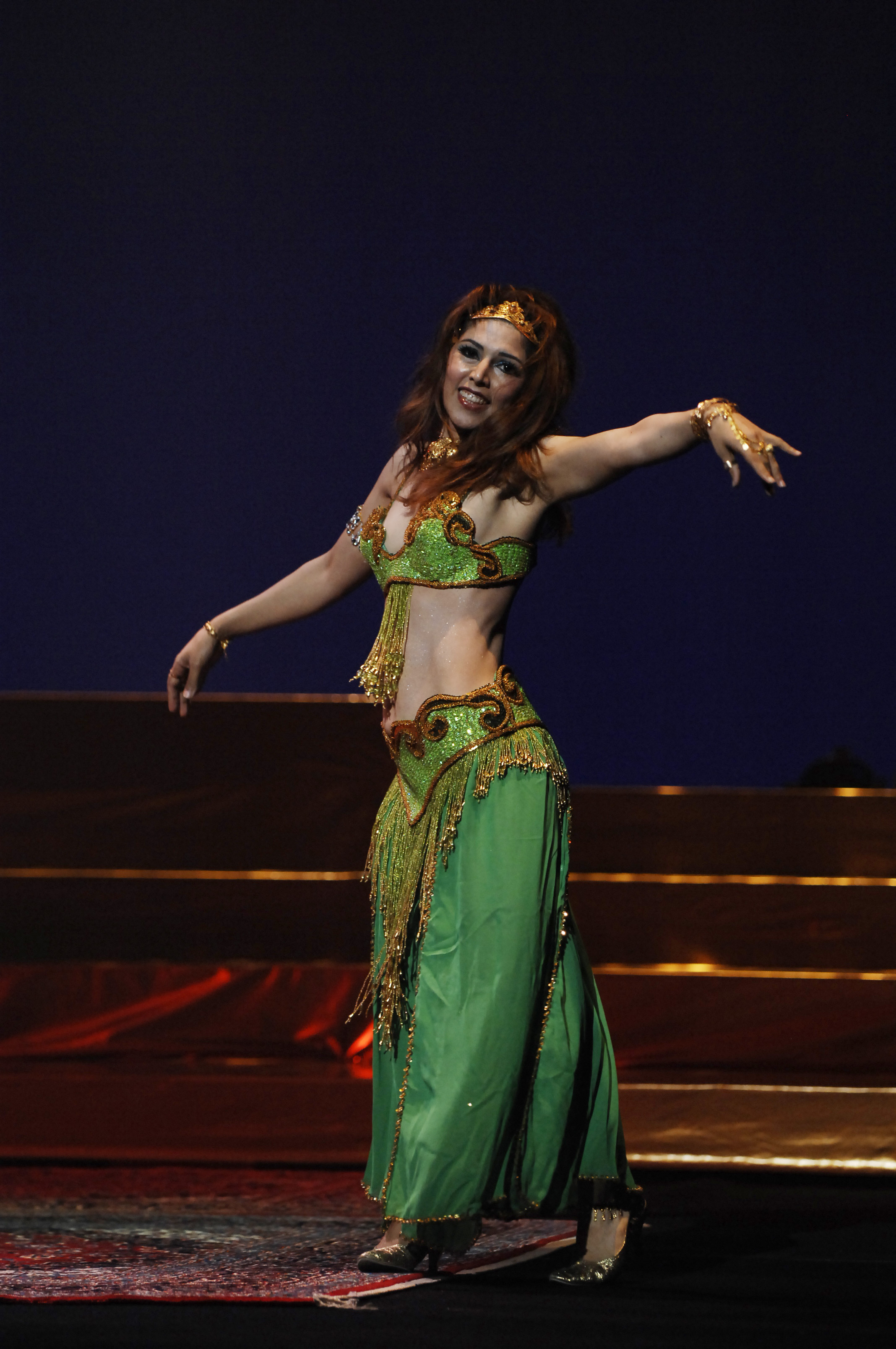
キミヤ・サレー（2008年）

キミヤ・サレー（Kimiya Saleh：本名マリアン。1971年 - 2009年）は、日本のベリーダンサー、歌手。イラン・テヘラン出身。国際アラビアンダンス協会創設者。

## 略歴
イランの首都テヘランに生まれる。幼少の頃から祖母からダンス指導を受け、天才少女として注目される。5歳の頃には「キミヤ（＝奇跡を起こせる人）」と、ニックネームで呼ばれるようになった。
1979年に発生したイラン革命後、イランでは音楽もダンスも禁止され、国内でのダンサー活動ができなくなったため、トルコでの活動を経て1992年（当時22歳）に来日。来日当初は演歌歌手としてビクターエンタテインメントからデビュー(マリアン渡辺)。レコード発売・テレビ出演の活動の中で、歌う曲の間でベリーダンスを披露し、それが話題となりベリーダンサーとしての仕事が増えるようになる。
1999年に来日した妹のミーナ・サレーとともに、講師として数多くの生徒を指導するかたわら、映画やCMへの出演、イベントのプロデュース、衣装デザイン、ベリーダンス関連の書籍やDVDの出版など多岐にわたり才能を発揮。
2009年（当時38歳）膵癌により逝去。

## 主な活動歴
- 来日前 トルコで開催された国際ダンス大会で自身が振付指導したダンサーが2年連続優勝。3回目同大会で自身も出場し優勝。
- 1992年  来日。国際アラビアンダンス協会設立
- 1993年 演歌歌手としてレコード発売・テレビ出演
- 1996年 カルチャーセンターでのベリーダンスの講座開講
- 1999年 第1回国際アラビアンダンス協会発表会 プロデュース・振付・出演
- 2000年 中東文化交流会のレセプションにて文仁親王妃紀子、各国駐日大使夫人の目前でダンス披露
- 2002年 SONY「QRIO」ダンスロボットZINAの振付担当
- 2003年 トルコ大使館にてダンス披露
- 2004年 レバノン大使館にてダンス披露
- 2005年 ・The white Stage プロデュース・振付・出演
- 2007年 ・The Blue Stage プロデュース・振付・出演
- 2008年 ・The Emelard Stage  プロデュース・振付・出演
- 2009年 膵臓がんにより逝去（38歳）

## メディア出演
テレビ
- 「スチュワーデス刑事」(フジテレビ)ダンサー役として出演
- 「アジアクロスロード」(NHK衛星第1テレビジョン、2008年)

映画
- 「恋に唄えば♪」ダンサーの振付師

## CD・書籍・DVD
CD
マリアン渡辺として発売
- 「黄色いおじさん／夫婦花」(ビクターエンタテインメント)
- 「神無月」(日本アートプロモーション)
- 「他人／空よりも」(ユニバーサルレコード)

キミヤ・サレーとして企画
- 「Rakse El Amira 姫の舞」
- 「Zuhra 華」

書籍
- 「本場のアラビアンダンスでメリハリボディ＆マインド」（2008年、ごま書房）
- 「1日5分  ベリーダンスで姫ボディ！」（2008年、WAVE出版）

DVD
- 「Ruby Stage」(2008年、ヴィジュアルメッセージ社)
- 「永遠の輝き」